# Arvslindan
Arvslindan är en småort i Gagnefs socken i  Gagnefs kommun, belägen vid Dalälvens södra strand, omkring två kilometer nedströms älvmötet i Djurås. Genom Arvslindan löper länsväg W 583 mellan Borlänge och Mockfjärd, samt Västerdalsbanan. Järnvägsstationen trafikerades mellan 1905 och 1968.